# American Public Gardens Association
La American Public Gardens Association (APGA) (Asociación Americana de Jardines Públicos) es una organización caritativa sin ánimo de lucro que encuadra a jardines públicos en América del Norte, incluyendo jardines botánicos y la naturaleza en los arboretos. La organización fue fundada en 1940 y hasta 2006 era conocida como la Asociación Americana de Jardines Botánicos y Arboretos (AABGA). Las más de 500 instituciones que son miembros de la APGA se encuentran en 50 estados de los Estados Unidos, el Distrito de Columbia y otros siete países. Los miembros individuales de la organización viven en los 52 estados, el Distrito de Columbia, Canadá y otros 24 países. 
La "American Public Gardens Association" se refiere a la promoción del intercambio de conocimientos, la educación, la formación profesional, la educación pública, Conservación de plantas y la investigación. La organización está afiliada al Council on Botanical and Horticultural Libraries (CBHL) (Consejo Botánico y Bibliotecas hortícolas), una organización internacional de personas, organizaciones e instituciones que participan en el desarrollo, mantenimiento y uso de las bibliotecas de literatura botánica y la literatura sobre jardines. Además, el APGA es miembro del American Institute of Biological Sciences (AIBS) (Instituto Americano de Ciencias Biológicas), una asociación científica que se centra en la promoción de la investigación biológica y la educación en los Estados Unidos. Así mismo, la APGA se unió al Plant Conservation Alliance (PCA) (Alianza para la Conservación Vegetal), una asociación que se centra en la protección de plantas que se encuentran de un modo silvestre natural en los Estados Unidos.
La "American Public Gardens Association" se divide en tres secciones que se centran en un tipo particular de jardines públicos. La sección "Colleges and Universities Gardens" (Jardines de Instituciones universitarias y Universidades) se centra en jardines asociados con las Universidades. La sección "Small Gardens" se centra en pequeños jardines públicos. La Sección "Historic Landscapes" se enfoca en los paisajes históricos.

## Centros afiliados

### Canadá
- Canadian Botanical Conservation Network

### Nueva Zelanda
- Christchurch Botanic Gardens

### Estados Unidos
- Arboretum at Flagstaff
- Arizona-Sonora Desert Museum
- Arnold Arboretum
- Atlanta Botanical Garden
- Bartram's Garden
- Brooklyn Botanic Garden
- Chicago Botanic Garden
- Cincinnati Zoo and Botanical Garden
- Denver Botanic Gardens
- Desert Botanical Garden
- Fairchild Tropical Botanic Garden
- Frederik Meijer Gardens and Sculpture Park
- Holden Arboretum
- Honolulu Botanical Gardens
- Lady Bird Johnson Wildflower Center
- Lyon Arboretum
- Missouri Botanical Garden
- Morton Arboretum
- National Tropical Botanical Garden
- New England Wild Flower Society
- New York Botanical Garden
- North Carolina Botanical Garden
- North Carolina Arboretum
- Rancho Santa Ana Botanic Garden
- San Francisco Botanical Garden
- Santa Barbara Botanic Garden
- State Botanical Garden of Georgia
- St. George Village Botanical Garden
- United States Botanic Garden

### Reino Unido
- Proyecto Eden